# آلية ترتيب مقدار الوقت
عادةً ما يكون ترتيب مقدار الوقت عبارة عن بادئة عشرية أو كمية ترتيب عشري مع وحدة زمنية أساسية، مثل ميكرو ثانية أو مليون سنة. في بعض الحالات، قد يكون ترتيب الحجم ضمنيًا (عادةً 1)، مثل «الثانية» أو «السنة». في حالات أخرى، يشير اسم الكمية إلى الوحدة الأساسية، مثل «القرن». في معظم الحالات، تكون الوحدة الأساسية هي الثواني أو السنوات.
لا تُستخدم البادئات عادةً مع وحدة أساسية من السنوات. لذلك يقال «مليون سنة» بدلاً من «سنة ضخمة» أو من «ميغا عام». يحتوي وقت الساعة ووقت التقويم على ترتيب عشري أو ستيني من حيث الحجم وليس عشريًا، أي أن السنة هي 12 شهرًا، والدقيقة 60 ثانية.
أصغر زيادة زمنية ذات مغزى هي وقت "بلانك (الوقت الذي يستغرقه الضوء لاجتياز مسافة بلانك، العديد من الرتب العشرية من الحجم أصغر من ثانية).
أكبر قدر من الوقت تم تحقيقه، بناءً على البيانات العلمية المعروفة، هو عمر الكون، حوالي 13.8 مليار سنة، الوقت منذ الانفجار العظيم كما تم قياسه في إطار راحة الخلفية الكونية الميكروية. تمتد هذه الكميات من الوقت معًا على 60 مرتبة عشرية من حيث الحجم. يتم تعريف البادئات المترية التي تمتد من10^-24 إلى 10^24، 48 مرتبة عشرية من حيث الحجم والتي يمكن استخدامها بالاقتران مع الوحدة الأساسية المترية للثانية.
الوحدات المترية من الوقت أكبر من الثانية هي الأكثر شيوعًا فقط في بعض السياقات العلمية مثل علم الفلك الرصدي وعلم المواد، على الرغم من أن هذا يعتمد على المؤلف. للاستخدام اليومي ومعظم السياقات العلمية الأخرى، يتم استخدام وحدات الدقائق والساعات الشائعة (3600 ثانية أو 3.6 كيلو جرام) والأيام (86400 ثانية) والأسابيع والشهور والسنوات (التي يوجد منها عدد من الاختلافات). الأسابيع والأشهر والسنوات هي وحدات متغيرة بشكل كبير يعتمد طولها على اختيار التقويم وغالبًا ما تكون غير منتظمة حتى مع التقويم، على سبيل المثال سنة كبيسة مقابل السنوات العادية في التقويم «الغريغوري». هذا يجعل استخدامهم معضلة مقابل مقياس زمني خطي ومنتظم مثل ذلك المحدد بواسطة النظام العالمي للمقاييس، لأنه ليس من الواضح أي إصدار يتم استخدامه.
لهذا السبب، لا يشمل الجدول أدناه الأسابيع والأشهر والسنوات. بدلاً من ذلك، يستخدم الجدول السنة اليوليانية السنوية أو الفلكية (365.25 يومًا من 86400 ثانية)، ويُشار إليها بالرمز «أ». يعتمد تعريفه على متوسط طول العام وفقًا للتقويم الجولياني (يوليوس قيصر)، والذي يحتوي على سنة كبيسة واحدة كل أربع سنوات. وفقًا لاتفاقية العلوم الجيولوجية، يتم استخدام هذا لتكوين وحدات زمنية أكبر من خلال تطبيق البادئات النظام العالمي للمقاييس عليها؛ ما لا يقل عن جيجا سنويًا، يساوي 1,000,000,000 a (مقياس قصير: بليون سنة، نطاق طويل: مليار سنة).
قياس الوقت (أقل من ثانية واحدة)
| مضاعفات الثانية | وحدةالقياس    | الرمز                    | التعريف                                                                              | أمثلة مُقارَنة |
| --------------- | ------------- | ------------------------ | ------------------------------------------------------------------------------------ | --- |
| 10^-44          | 1 وقت بلانك   | tp                       | يُفترض أن يكون أقصر فترة زمنية قابلة للقياس نظريًا (ولكن ليس بالضرورة أقصر فترة زمنية) | 10^-20 ys= الجذر التربيعي لhG/C^5 ≈ س5.39×10−44 [1] هي أقصر فترة زمنية ذات مغزى ماديًا. إنها الوحدة الزمنية في نظام الوحدات الطبيعية المعروفة باسم وحدات بلانك. |
| 10^-24          | 1 يكتوثانية   | [2] ys                   | يوكتوثانية: يوكتو + ثانية (هو 1 بالسبتليون من الثانية)                               | 0.3 ys: متوسط عمر بوزونات W و Z 23 ys: نصف عمر النظير 7 للهيدروجين (هيدروجين 7) 156 ys: متوسط عمر هيغز بوسون |
| 10^-21          | 1 زبتوثانية   | zs                       | زبتوثانية: زبتو + ثانية (هو 1 بالسكستليون من الثانية)                                | 2 zs: وقت الدورة التمثيلي لإشعاع غاما المنطلق في اضمحلال نواة ذرية مشعة (هنا 2 إلكترون فولت لكل فوتون منبعث) 4 zs: زمن دورة "zitterbewegung" للإلكترون 247 zs: زمن انتقال الفوتون المُقاس تجريبيًا عبر جزيء الهيدروجين، "لمتوسط طول رابطة الهيدروجين الجزيئي" [3] |
| 10^-18          | 1 آتّوثانية    | as                       | واحد بالكوينتليون من الثانية                                                         | 12 as: أفضل توقيت للتحكم في نبضات الليزر. [4] 43 as: أقصر نبضة ليزر [5] |
| 10^-15          | 1 فمتوثانية   | as                       | واحد بالكوادرليون من الثانية                                                         | 1 fs: وقت الدورة للضوء 300 نانومتر؛ ضوء فوق بنفسجي يسافر الضوء 0.3 ميكرومتر (ميكرومتر). 140 fs: تم وضع الإلكترونات على ذرات بروم فردية بمسافة 6 درجات بعد تفكك الليزر للBr2. (المصدر [6]) 290 fs: عمر الtauon |
| 10^-12          | 1 بيكوثانية   | ps                       | واحد بالترليون من الثانية                                                            | 1 ps: متوسط عمر Quark Bottom ؛ يسافر الضوء 0.3 ملم (مم) 1 ps: عمر نموذجي لحالة انتقالية 4 ps: الوقت اللازم لتنفيذ دورة آلة واحدة بواسطة ترانزستور IBM من السيليكون والجرمانيوم 109 ps: فترة الفوتون المقابلة للانتقال فائق الدقة للحالة الأرضية للسيزيوم -133، وواحد 9192.631.770 من ثانية واحدة حسب التعريف 114.6 ps: الوقت اللازم لأسرع معالج فيركلوكيد اعتبارًا من 2014 لتنفيذ دورة آلة واحدة. [7] |
| 10^-9           | 1 نانوثانية   | ns                       | واحد بالمليار من الثانية                                                             | 1 نانوثانية: الوقت اللازم لتنفيذ دورة آلة واحدة بواسطة معالج دقيق 1 جيجاهرتز 1 نانوثانية: الضوء يسافر 30 سم (12 بوصة) |
| 10^-6           | 1 مايكروثانية | واحد بالمليون من الثانية | µs                                                                                   | 1 µs: الوقت اللازم لتنفيذ دورة آلة واحدة بواسطة معالج دقيق Intel 80186 2.2 µs: عمر الmuon 4–16 µs: الوقت اللازم لتنفيذ دورة آلة واحدة بواسطة كمبيوتر صغير من الستينيات |
| 10^-3           | 1 ملي ثانية   | ms                       | واحد بالألف من الثانية                                                               | 1 مللي ثانية: الوقت اللازم لكي تطلق خلية عصبية في دماغ الإنسان نبضة واحدة وتعود إلى الراحة [8] 4-8 مللي ثانية: وقت البحث المعتاد للقرص الصلب للكمبيوتر |
| 10^-2           | 1 سانتي ثانية | cs                       | واحد بالمئة من الثانية                                                               | 1-2 cs (= 0.01-0.02 ثانية): استجابة الانعكاس البشري للمحفزات البصرية فترة 1.6667 cs لإطار بمعدل إطار 60 هرتز. 2 cs: وقت الدورة للكهرباء الأوروبية 50 هرتز AC |
| 10^-1           | 1 ديسي ثانية  | ds                       | واحد بالعشرة من الثانية                                                              | 1–4 ds (= 0.1–0.4 ثانية): غمضة عين [9] |
| مثال            | مثال          | مثال                     | مثال                                                                                 | مثال |

قياس الوقت (أكثر من ثانية واحدة)
| مضاعفات الثانية | وحدة القياس        | الرمز     | التعريف                           | أمثلة مقارنة |
| --------------- | ------------------ | --------- | --------------------------------- | --- |
| 10^1            | 1 ديكا ثانية       | das       | واحد ديكا ثانية = 10 ثواني        | 6 ديكاثانية: دقيقة واحدة، الوقت الذي تستغرقه عقرب الثواني للدوران حول وجه الساعة |
| 10^2            | 1 هكتو ثانية       | hs        | واحد هكتو ثانية = 100 ثانية       | 2 هكتو ثانية (3 دقائق و 20 ثانية): متوسط طول مقاطع الفيديو الأكثر شيوعًا على YouTube اعتبارًا من يناير 2017 [10] 5.55 هكتو ثانية (9 دقائق و 12 ثانية): أطول مقاطع الفيديو في الدراسة أعلاه 7.1 هكتو ثانية (11 م 50 ثانية): الوقت الذي يمشي فيه الإنسان بسرعة متوسطة 1.4 م / ث ليمشي كيلومترًا واحدًا |
| 10^3            | 1 كيلو ثانية       | ks        | واحد كيلوثانية = 1000 ثانية       | 1 ks: تسجيل وقت حجز المادة المضادة، وتحديداً الهيدروجين المضاد، في حالة محايدة كهربيًا اعتبارًا من 2011 [11] 1.8 ks: فترة زمنية للكوميديا الموقفية النموذجية على شاشة التلفزيون مع الإعلانات المضمنة 3.6 ks: ساعة واحدة (h)، وقت عقرب الدقائق في الساعة للدوران مرة واحدة حول الساعة، حوالي 1/24 من متوسط يوم شمسي واحد 7.2 ك (ساعتان): الطول النموذجي للأفلام الروائية 86.399 كيلو (23 ساعة و 59 دقيقة و 59 ثانية): يوم واحد مع إزالة ثانية كبيسة على مقياس التوقيت العالمي المنسق (UTC). هذا لم يحدث بعد. 86.4 ks (24 h): يوم واحد من الأرض وفقًا للمعيار. بتعبير أدق، متوسط اليوم الشمسي هو 86.400 002 ks بسبب كبح المد والجزر، ويزداد بمعدل 2 مللي ثانية / قرن تقريبًا؛ لتصحيح معايير مثل التوقيت العالمي المنسق (UTC)، استخدم الثواني الكبيسة مع الفاصل الزمني الموصوف على أنه "يوم" في أغلب الأحيان 86.4 كيلو بايت حسب التعريف ولكن أحيانًا ثانية واحدة أكثر أو أقل بحيث يحتوي كل يوم على عدد كامل من الثواني مع الحفاظ على المحاذاة مع الزمن الفلكي. عادةً ما يدور عقرب الساعات للساعة التناظرية مرتين حول القرص في هذه الفترة لأن معظم الساعات التناظرية مدتها 12 ساعة، والأقل شيوعًا هي الساعات التناظرية التي تعمل بنظام 24 ساعة والتي تدور فيها مرة واحدة. 86.401 كيلو (24 ساعة 0 دقيقة 1 ثانية): يوم واحد مع ثانية كبيسة إضافية على مقياس التوقيت العالمي المنسق (UTC). في حين أن هذا هو 24 ساعة و 1 ثانية في الوحدات التقليدية، فإن الساعة الرقمية ذات مستوى القدرة المناسب ستعرض في أغلب الأحيان الثانية الكبيسة على النحو 23:59:60 وليس 24:00:00 قبل التدحرج إلى 00:00:00 في اليوم التالي، كأن "الدقيقة" الأخيرة من اليوم كانت مكتظة بـ 61 ثانية وليس 60 ثانية، وبالمثل كانت آخر "ساعة" 3601 ثانية بدلاً من 3600. 88.775 كيلو (24 ساعة و 39 دقيقة و 35 ثانية): يوم مريخ واحد للمريخ 604.8 ك (7 أيام): أسبوع واحد من التقويم الغريغوري                                                                      |
| 10^6            | 1 ميغا ثانية       | ms        | واحد ميغا ثانية = 1000000 ثانية   | 1.641 6 Ms (تسعة عشر يوماً): طول "شهر" من التقويم البهائي 2.36 Ms d (سبعة وعشرين يوم): طول الشهر الحقيقي، الفترة المدارية للقمر 2.419 2 مللي ثانية (28 يوم): طول شهر فبراير، وهو أقصر شهر في التقويم الميلادي 2.592 مللي ثانية (30 يوم): 30 يومًا، فترة شائعة مستخدمة في الاتفاقيات والعقود القانونية كوكيل لمدة شهر 2.678 4 السيدة (31 يوم): - أطول شهور التقويم الميلادي 23 السيدة (270 يوم): الطول التقريبي لفترة الحمل البشرية النموذجية 31.557 6 السيدة (365.25 يوم): طول السنة اليوليانية، وتسمى أيضًا العام، الرمز أ. 31.558 15 مللي ثانية (365 يوم d 6 h 9 min 10): طول السنة الحقيقية، الفترة المدارية للأرض 126.232 6 Ms (1461day 0 h 34 min 40 s): الفترة المنتخبة لرئيس الولايات المتحدة أو أولمبياد واحد |
| 10^9            | جيجا ثانية         | gs        | واحد جيجا ثانية = مليار ثانية     | 1.5 Gs: وقت UNIX اعتبارًا من 14 يوليو، 02:40:00 UTC 2017. وقت UNIX هو عدد الثواني منذ 1970-01-01T00: 00: 00Z مع تجاهل الثواني الكبيسة. 2.5 Gs: (79 أ): متوسط العمر المتوقع للإنسان النموذجي في العالم المتقدم 3.16 Gs: (100 أ): قرن واحد 31.6 Gs: (1000 a ، 1 ka): ألف عام، وتسمى أيضًا كيلو سنوي (ka) 63.8 Gs: الوقت التقريبي منذ بداية عصر Anno Domini اعتبارًا من 2019 - 2,019 عامًا، وتقليديًا الوقت منذ ولادة يسوع المسيح 194.67 جي إس: العمر التقريبي للكبسولة الزمنية سرداب الحضارة، 28 مايو 1940 - 28 مايو 8113 363 Gs: (11.5 ka): الوقت منذ بداية عصر الهولوسين 814 Gs: (25.8 ka): الوقت التقريبي لدورة مقدمة محور الأرض |
| 10^12           | تيرا ثانية         | ts        | واحد تيرا ثانية = ألف مليار ثانية | 3.1 Ts (100 ka): الطول التقريبي للفترة الجليدية للعصر الجليدي الرباعي الحالي 31.6 Ts (1000 ka، 1 Ma): ميغا سنة واحدة (Ma) أو مليون سنة 79 تس (2.5 مللي أمبير): الوقت التقريبي منذ أوائل البشر من جنس أسترالوبيثكس 130 تس (4 مليون): العمر النموذجي للأنواع البيولوجية على الأرض 137 Ts (4.32 Ma): طول الوحدة الأسطورية لماهايوغا، العصر العظيم، في الميثولوجيا الهندوسية. |
| 10^15           | بيتا ثانية         | ps        | عصور جيولوجية                     | 2 ps: الوقت التقريبي منذ حدث الانقراض الطباشيري-الباليوجيني، الذي يُعتقد أنه ناجم عن تأثير كويكب كبير في تشيككسولوب في المكسيك الحديثة. كان هذا الانقراض واحدًا من أكبر الانقراضات في تاريخ الأرض وشهد زوال معظم الديناصورات، مع الاستثناء الوحيد المعروف هو أسلاف طيور اليوم. 7.9 Ps (250 مللي أمبير): الوقت التقريبي منذ حدث الانقراض البرمي-الترياسي، وهو في الواقع أكبر انقراض جماعي معروف في تاريخ الأرض والذي قضى على 95 ٪ من جميع الأنواع الموجودة ويعتقد أنه نتج عن عواقب البراكين الضخمة طويلة المدى الانفجارات في منطقة الفخاخ السيبيري. أيضا، الوقت التقريبي لشبه القارة العملاقة بانجيا. أيضا، طول سنة مجرة واحدة أو سنة كونية، الوقت اللازم للشمس لإكمال مدار واحد حول مجرة درب التبانة. 16 Ps (510 Ma): الوقت التقريبي منذ الانفجار الكمبري، وهو تنوع تطوري هائل للحياة أدى إلى ظهور معظم الكائنات الحية متعددة الخلايا واستبدال الكائنات الحية السابقة في Ediacaran. 22 Ps (704 Ma): نصف العمر التقريبي لنظير اليورانيوم 235U. 31.6 بيس (1000 مللي أمبير، 1 جيجا): جيجا سنويًا (Ga)، مليار سنة، أكبر وحدة زمنية ثابتة مستخدمة في المقياس الزمني الجيولوجي القياسي، تقريبًا بترتيب حجم الدهر، أكبر تقسيم للوقت الجيولوجي. +1 Ga: العمر المقدر المتبقي للحياة للأرض، وفقًا لبعض النماذج. في هذه المرحلة من الزمن، سيزيد التطور النجمي للشمس من لمعانها لدرجة أن طاقة كافية ستصل إلى الأرض لتسبب تبخر المحيطات وفقدانها في الفضاء (بسبب تدفق الأشعة فوق البنفسجية من الشمس في الجزء العلوي من الغلاف الجوي يفصل الجزيئات)، مما يجعل من المستحيل على أي حياة أن تستمر. 136 Ps (4.32 Ga): طول الوحدة الأسطورية kalpa في الميثولوجيا الهندوسية، أو يوم واحد (لكن لا يشمل الليلة التالية) من حياة براهما. 143 Ps (4.5 Ga): عمر الأرض حسب أفضل تقديراتنا. وكذلك نصف العمر التقريبي لنظير اليورانيوم 238U. 315 Ps (10 Ga): العمر التقريبي لنجم تسلسل رئيسي مشابه لشمسنا. 435 Ps (13.8 Ga): العمر التقريبي للكون |
| 10^18           | إكسا ثانية         | es        | الوقت الكوني بالمُستقبَل            | جميع الأوقات بهذا الطول وما بعده هي حاليًا نظرية لأنها تتجاوز العمر المنقضي للكون المعروف. 1.08 Es (+34 Ga): وقت التمزق الكبير وفقًا لبعض النماذج، لكن البيانات الحالية لا تفضل ذلك. هذا هو أحد السيناريوهات المحتملة للمصير النهائي للكون. في ظل هذا السيناريو، تزداد قوة الطاقة المظلمة وقوتها في حلقة التغذية المرتدة التي تؤدي في النهاية إلى تمزيق كل المادة وصولاً إلى النطاق دون الذري بسبب الضغط السلبي المتزايد بسرعة عندئذٍ. 300 - 600 Es (10000 - 20000 Ga): العمر التقديري للنجوم منخفضة الكتلة (الأقزام الحمراء) |
| 10^21           | زيتا ثانية         | zs        | -                                 | 3 Zs (+100000 Ga): الوقت المتبقي حتى نهاية العصر النجمي للكون في ظل سيناريو الموت الحراري للمصير النهائي للكون وهو النموذج الأكثر شيوعًا في المجتمع العلمي الحالي. يتميز هذا بتبريد آخر نجم قزم منخفض الكتلة ليصبح قزمًا أسود. بعد انقضاء هذا الوقت، يبدأ العصر المنحل. 9.85 Zs (311000 Ga): كامل عمر براهما في الميثولوجيا الهندوسية. |
| 10^24 وما بعدها | 1 يوتا ثانية وأكثر | ys and on | -                                 | 600 Ys (9 × 10 ^ 18 a): نصف العمر الإشعاعي للبيزموث -209 بواسطة تسوس ألفا، وهي واحدة من أبطأ عمليات التحلل الإشعاعي الملحوظة. 1.310 019 × 1012 سنة (4.134 105 × 1028 سنة) - الفترة الزمنية المكافئة للقيمة 13.13.13.13.13.13.13.13.13.13.13.13.13.13.13.13.13.13.0.0.0 في حساب أمريكا الوسطى الطويل، تاريخ تم اكتشافه على لوحة في موقع Coba Maya ، يعتقد عالمة الآثار Linda Schele أنه القيمة المطلقة لطول دورة الكون الواحدة [12] [13] 2.6 × 10 ^ 17 Ys (8.2 × 10 ^ 33 سنة) - أصغر قيمة ممكنة لنصف عمر البروتون المتوافق مع التجربة [14] 10 ^ 29 Ys (3.2 × 10 ^ 45 سنة) - أكبر قيمة ممكنة لنصف عمر البروتون، بافتراض أن الانفجار العظيم كان تضخمًا وأن نفس العملية التي جعلت الباريونات تسود على الباريونات المضادة في الكون المبكر تجعل البروتونات تتحلل أيضًا [15] 6 × 10 ^ 53 Ys (2 × 10 ^ 66 سنة) - العمر التقريبي لثقب أسود بكتلة الشمس [16] 5.4 × 10 ^ 93 Ys (1.7 × 10 ^ 106 سنة) - العمر التقريبي لثقب أسود هائل كتلته 20 تريليون كتلة شمسية [16] |
| مثال            | مثال               | مثال      | مثال                              | مثال |